# Бессонов, Николай Владиславович
Никола́й Владисла́вович Бессо́нов (14 января 1962, Москва — 25 ноября 2017, Быково, Московская область) — российский художник, публицист, исследователь истории и культуры цыган. Автор публикаций в научных изданиях, популяризатор цыгановедения.

## Биография, научная и художественная работа
Окончил Московское высшее художественно-промышленное училище. Работал в жанрах книжной иллюстрации, живописи, цифрового дизайна, в качестве театрального художника. Картины находятся в частных коллекциях в России, Испании, Германии, Дании, США, Японии. Картины Бессонова посвящены Средним векам и процессам над колдовством. Другая крупная серия включает жанровые сцены, которые освещают историю цыган Европы и России. Основой для них часто служили старинные гравюры и архивные фотографии, моделями были знакомые автора из цыганской артистической среды и другие конкретные лица. Итогом осуществлявшегося Бессоновым в течение многих лет коллекционирования изобразительных источников и реставрации редких фотоснимков на цыганскую тему является иллюстрированный «Цыганский альбом», включающий архивные фотографии и работы художников.
Автор ряда исследовательских публицистических и художественных работ по истории и культуре цыган. К этой теме он обратился в начале 1990-х годов. Бессонов поставил задачу наиболее точно отобразить внешний облик и быт цыган в живописи и графике, для чего он познакомился с цыганами из московских артистических семей. Его интерес к формам цыганской культуры перешёл в исследовательский интерес, вначале в наиболее близких для него темах, в области генезиса цыганского костюма и изображения цыган на картинах европейских художников. Первая статья статья Бессона была издана в 1999 году в сборнике статей о цыганах и посвящена цыганскому костюму. Первая крупная публикация Бессонова осуществлена в соавторстве с этнографом-цыгановедом д. и. н. Н. Г. Деметер, под редакцией Г. С. Деметера и выпущена Институтом этнологии и антропологии РАН. Бессонову принадлежит значительная часть текстов этой научной работы, а также ряд иллюстраций.
Изучая этническую культуру цыган, осуществлял полевые этнографические исследования российских и украинских цыган; создавал зарисовки и фотоизображения. Этнографической ценностью обладают его репортажные фотографические циклы, созданные в компактных цыганских поселениях Украины (Берегово, Виноградово), во временных поселениях цыган-мигрантов — закарпатских цыган и цыганообразных групп, являющихся выходцами из Средней Азии.
Ряд публикаций имеет существенную научную ценность. Так, работы о цыганах-кишиневцах России и Украины и цыганах украинского Закарпатья являются первым описанием особенностей культуры данной цыганской общности. Существенный вклад Бессонов внёс в освещение советского периода истории цыган СССР, прежде всего периода Второй мировой и Великой Отечественной войны. Эти темы изучались с привлечением архивных материалов и полевых исследований. Ряд статей посвящён социальной истории цыган СССР.
В работах «Цыгане и пресса» выступал с критикой антицыганских публикаций в СМИ. С конца 1990-х годов регулярно осуществлял консультации журналистов, которые освещали цыганскую тему.
Создал ряд информационных интернет-ресурсов, включая просветительский ресурс «Цыгане России» на темы этнографии, культуры и истории цыган; «Свэнко» с фото- и видеоматериалами о цыганских исполнителях; «Инквизиция-арт».
К числу неизданных работ принадлежат второй том двухтомника «Цыганская трагедия 1941—1945» с материалами о геноциде цыган на территории СССР нацистами, книги о цыганах-кишиневцах и закарпатских цыганах и др.
В качестве художника и публициста Бессонов внёс существенный вклад в «размораживание» находившийся под негласным запретом цыганской темы в публичном пространстве; оказал влияние на развитие интереса читателей и издателей к цыгановедческим публикациям.

## Некоторые публикации
- Цыгане и пресса. — Вып. 1. — М., 2000.
- Суды над колдовством — иллюстрированная история. — М.: Рипол-классик, 2002. — 384 с. тираж 5000 экземпляров — ISBN 5-7905-2985-2
- Деметер Н. Г., Бессонов Н. В., Кутенков В. К. История цыган — новый взгляд / РАН. Институт этнологии и антропологии им. Н. Н. Миклухо-Маклая; под ред. Деметера Г. С. — Воронеж, 2000. — 334 с.: ил. ISBN 5-89981-180-3
- Цыгане: годы ссылок и побегов // 30 октября. — М., 2002. — № 26. — С. 10.
- Цыгане под сенью рубиновых звезд // 30 октября. — М., 2002. — № 22. — С. 6—7.
- Убиты за трудолюбие // 30 октября. — М., 2002. — № 23. — С. 5.
- Цыгане в России: принудительное оседание // Россия и её регионы в XX веке: территория — расселение — миграции / Науч. Под ред. О. Глезер и П. Поляна. — М., ОГИ., 2005. — С. 631—640. — 816 с., ил, карт.
- Об использовании терминов «Пораймос» и «Холокост» в значении «геноцид цыган». — 2007.
- Бессонов Н. В. Игры детей и молодежи в цыганских кочевых таборах // Наукові записки. — Киев, 2008. — Т. 15.
- Цыганская трагедия 1941—1945. Факты, документы, воспоминания. — Т. 2. Вооружённый отпор, 2010. — М.: Шатра, 2010. — 376 с., с илл. — ISBN 978-5-86443-161-0
- Патриотизм цыган Союза ССР в годы Великой Отечественной войны. — М., 2010.
- Бессонов Н. В. Этническая группа цыган-кишинёвцев // Revista de etnologie si culturologie. Vol. IX—X. — Chisinau, 2011. — С. 62—75.
- Цыганское цирковое искусство // Revista de etnologie si culturologie. Vol. XI—XII. Chisinau, 2012. — С. 140—152.
- Цыганский альбом. — М.: Каталог, 2012. — 264 с., с илл. — ISBN 978-5-7793-2251-5
- Цыганская дорога. Воспоминания Ивана Корсуна с комментариями Николая Бессонова. — М.: Российский научно-исследовательский институт культурного и природного наследия имени Д. С. Лихачёва, 2013. — 128 с., с илл. — ISBN 978-5-86443-161-0
- Четыре развилки на творческом пути театра «Ромэн» // Культура и искусство. — 2013.